# Бал Холоу (Оклахома)
Бал Холоу (енгл. Bull Hollow) насељено је место без административног статуса у америчкој савезној држави Оклахома.

## Демографија
По попису из 2010. године број становника је 67, што је 17 (-20,2%) становника мање него 2000. године.
| Група             | 2000.      | 2010.      |
| Белци             | 14 (16,7%) | 12 (17,9%) |
| Афроамериканци    | 0 (0,0%)   | 0 (0,0%)   |
| Азијати           | 0 (0,0%)   | 0 (0,0%)   |
| Хиспаноамериканци | 0 (0,0%)   | 0 (0,0%)   |
| Укупно            | 84         | 67         |